# Basket Club Küsnacht-Erlenbach
Il Basket Club Küsnacht-Erlenbach (detta anche BCKE) e conosciuti con il nome di Goldcoast Wallabies, sono una squadra di pallacanestro dilettantistica svizzera, fondata nel 1972, che attualmente milita in LNB.
Il nome attuale deriva dalla fusione, avvenuta nel 1996, con il Basketballclub Erlenbach.

## Allenatori
- 2011-2013:  Oliver Lyhs
- 2013:  Otto Lukacs
- 2013-2014:  André Bachmann
- 2014-2015:  Daniel Nyom
- 2015-2016:  Jeff Kremer
- 2016-2018:  Luka Stiplosek
- 2018-:  Trésor Quidome

## Palmarès
- NLB: 1

2020-21
- 1LNM: 1

2010-11